# Weinhaus Uhle

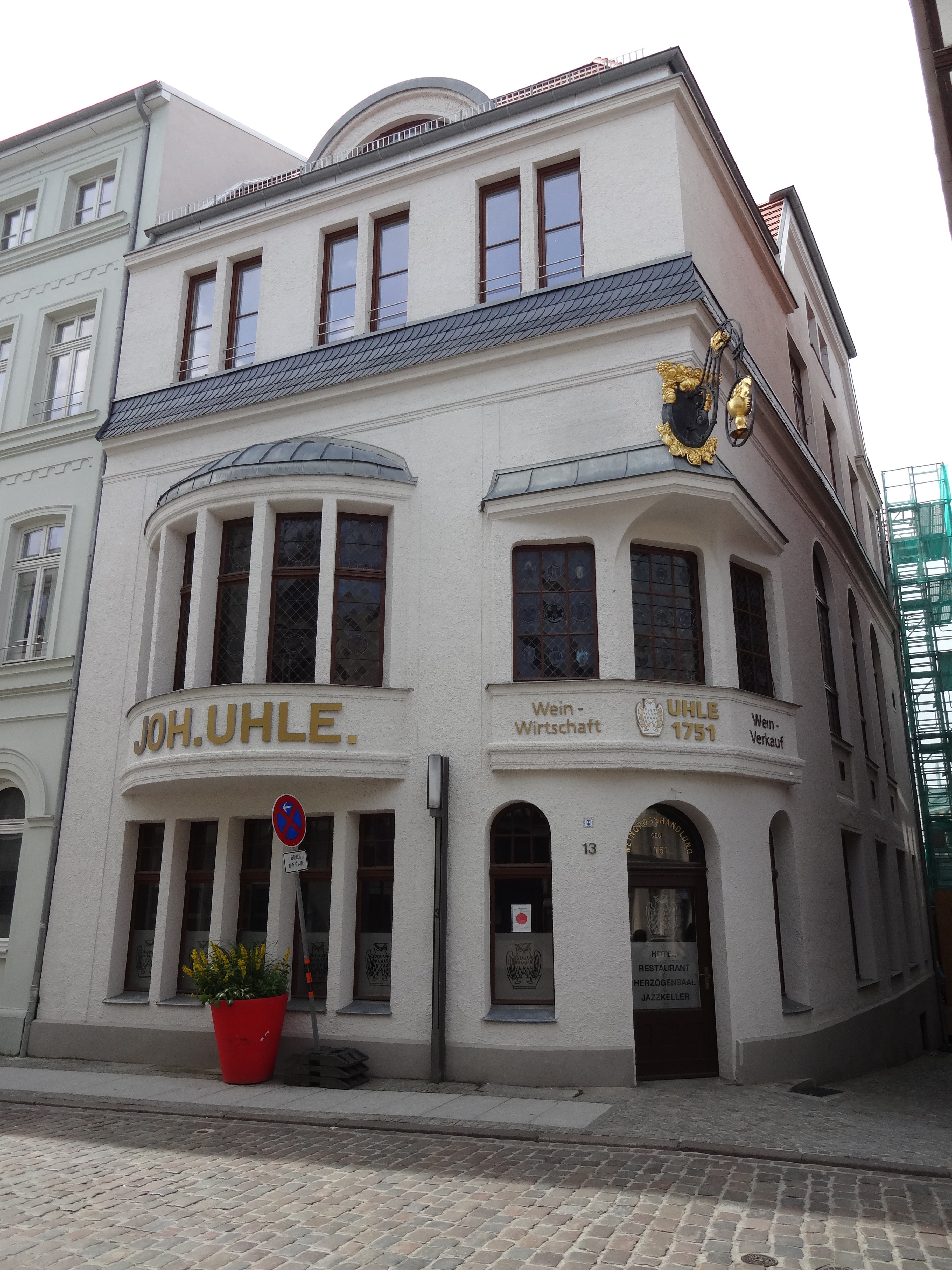
Nr. 13: Weinhaus Uhle

Das Gebäude Weinhaus Uhle in Schwerin, Stadtteil Altstadt, Schusterstraße 13/15 und Ecke 1. Enge Straße 8, ist ein Baudenkmal in Schwerin.

## Geschichte

### Gebäude
In den drei- und viergeschossigen, neoklassizistischen Gebäuden von 1905 nach Plänen des Berliner Architekten Georg Roensch wurde 1906 das Weinrestaurant Uhle eröffnet. Das sehenswerte Tonnengewölbe im Restaurant ist reichhaltig verziert. In den Teppichen des Restaurants wurde das Logo des Hauses als Uhle (Eule) eingewebt.

### Weinhaus Uhle
Johann Georg Uhl stammte aus Württemberg. Er betrieb in Schwerin einen Weinhandel. 1751 verlieh ihm Herzog Christian Ludwig II. das Privileg eines Frey-Wein-Schenkers. 1763 erwarb die Familie das Grundstück in der Schusterstraße. Ab 1860 wurde daraus die Weingroßhandlung mit dem Namen Uhle. Nach dem Beitritt Mecklenburgs zum Deutschen Zollverein erfolgte 1868 der Ausbau das Geschäfts. 1896 verlieh Großherzog Friedrich Franz III. den Titel Kommerzienrat an den kinderlosen Johann Heinrich Gottlieb Uhle, vierter in der Uhle-Generation. Er baute um 1904 die Uhle’sche Villa am Jägerweg 2. 
Sein Neffe Konsul Carl Bühring (später Bühring-Uhle) trat in das Familienunternehmen ein, das er 1891 übernahm. Lagerflächen wurden an verschiedenen Standorten in Schwerin angemietet für bis zu 900.000 Liter Wein in Fässern und eine Million Flaschen. 1800 m² große Lagerräume befanden sich in zwei Kellergeschossen im Bankgebäude Wismarsche Straße.
Die Söhne von Carl Bühring eröffneten in den 1920er Jahren Filialen in Hamburg, Berlin und Wismar sowie Niederlassungen in 32 mecklenburgischen Städten. Georg Bühring-Uhle musste 1952 aus der DDR fliehen. Die Firma wurde enteignet und als Volkseigener Betrieb weitergeführt. 1990 wurde das Unternehmen Uhle an die Familie Bühring-Uhle rückübertragen.
2016 wurde das gesamte Weinhaus Uhle saniert. Dazu gehören nun Weinhandlung und Bistro, Restaurant, Rittersaal, Bacchus-Zimmer sowie das Hotel mit 16 Zimmern und zwei Suiten.
Das Bauwerk ist seit 2024 als Teil des Residenzensembles Schwerin UNESCO-Welterbe.

## Galerie

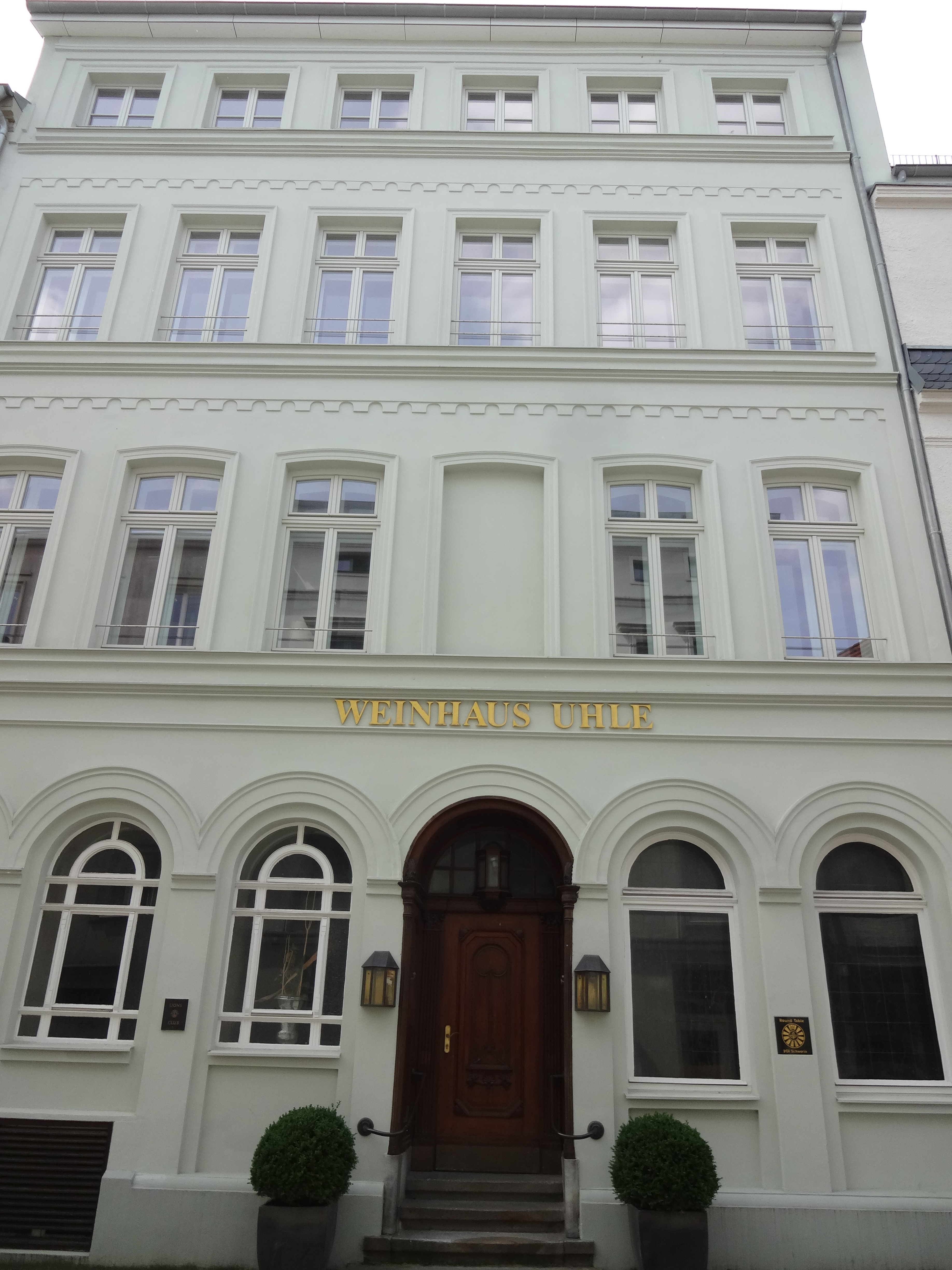
Nr. 15
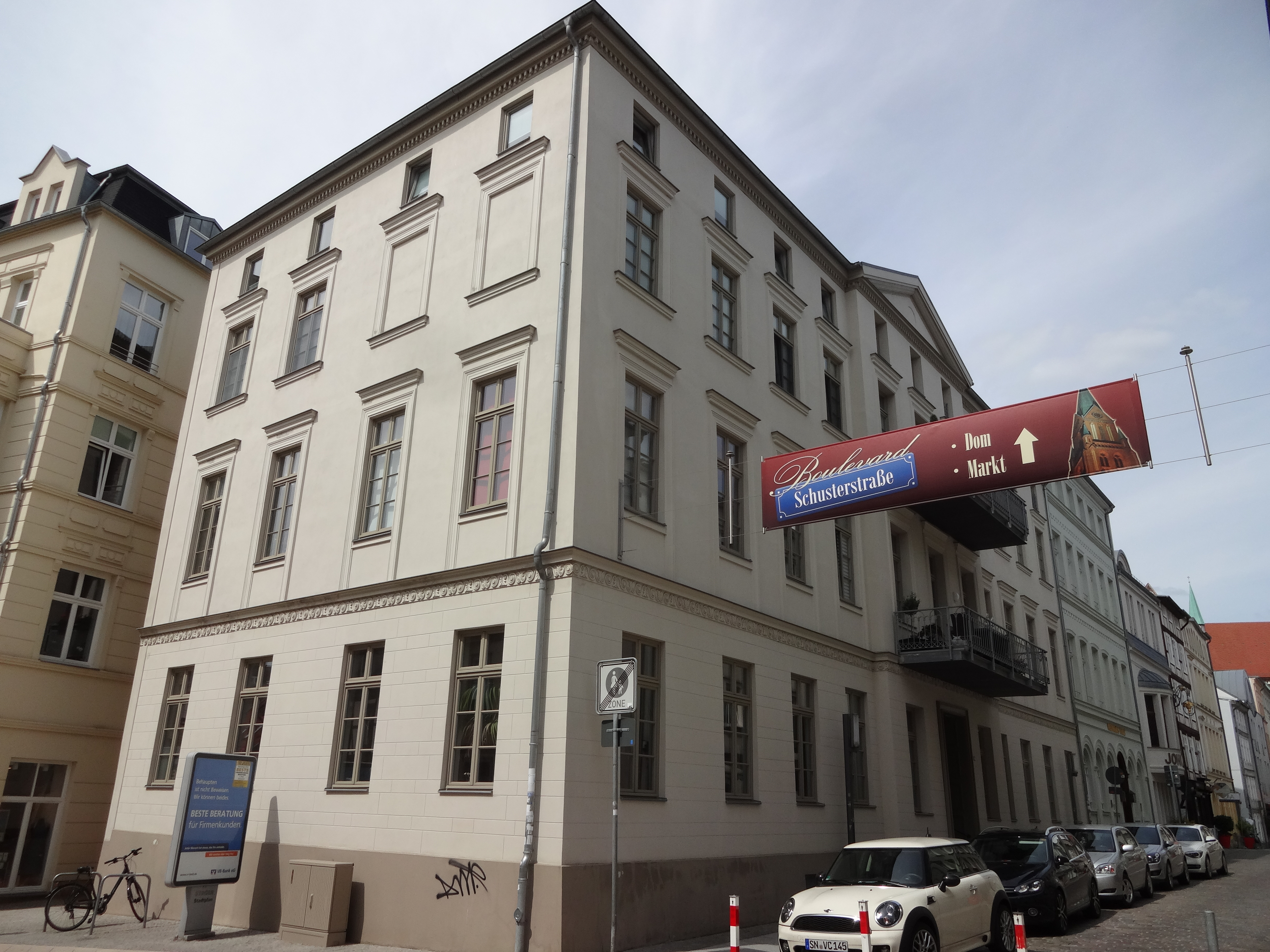
Nr. 13 bis 17 (Hotel, vorne)
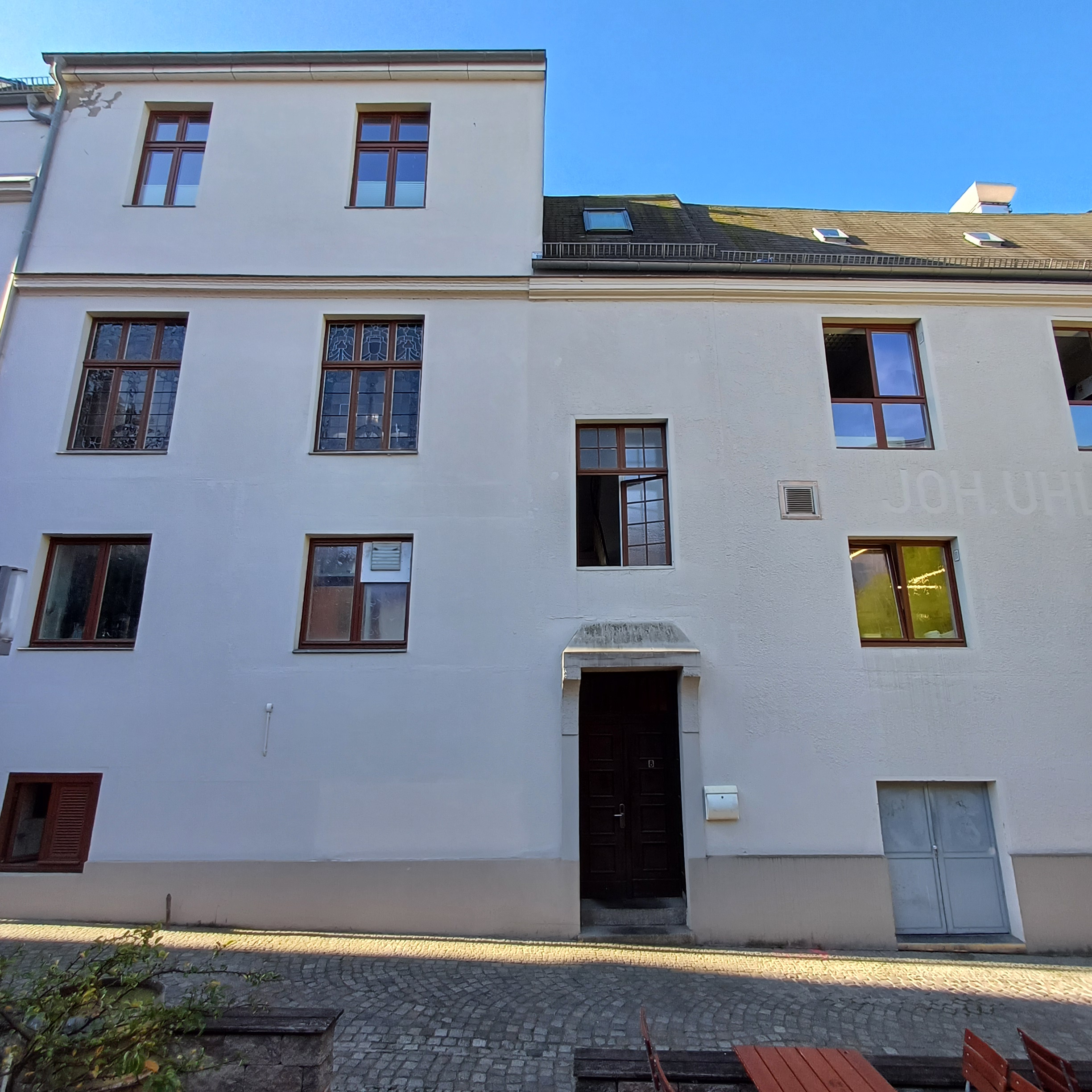
1. Enge Straße 8
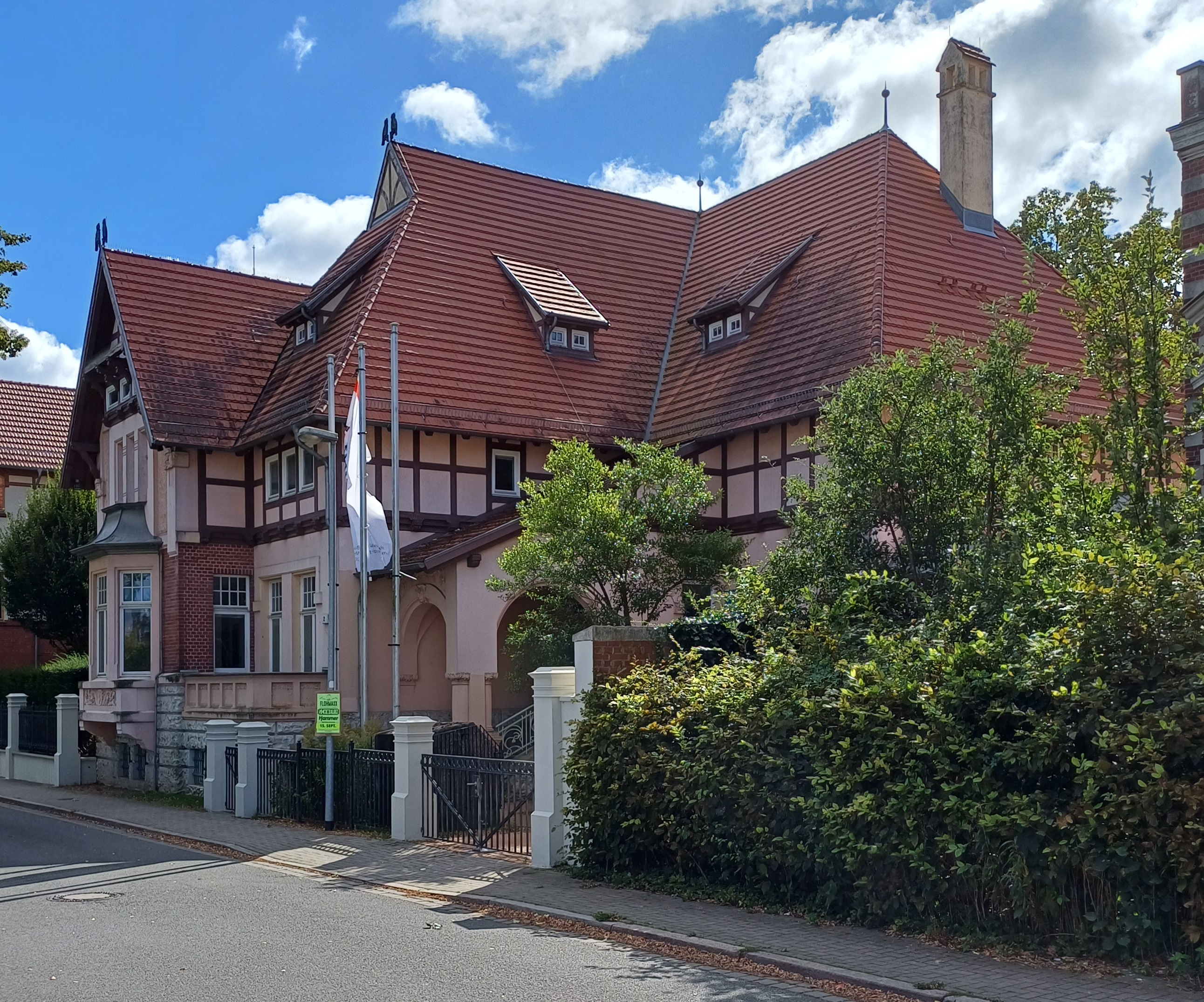
Uhle’sche Villa (Jägerweg 2)